# Parco nazionale della fortezza di Brimstone Hill
Il parco nazionale della fortezza di Brimstone Hill è un patrimonio dell'umanità di interesse storico, culturale e architetturale: un monumento all'ingegnosità degli ingegneri militari britannici che lo progettarono ed alla capacità, forza e tenacia degli schiavi africani che lo costruirono. È una delle fortificazioni meglio conservate delle Americhe, e si trova nella parrocchia di Saint Thomas Middle Island sull'isola di Saint Kitts, nella federazione di Saint Kitts e Nevis nei Caraibi orientali.

## Storia
I cannoni furono la prima cosa montata su Brimstone Hill nel 1690, quando i britannici li usarono per riconquistare Fort Charles allora occupata dai francesi. I francesi non consideravano possibile trasportare i cannoni sul pendio scosceso e pieno di alberi. La costruzione della fortezza venne svolta ad intermittenza nell'arco di 100 anni.
Nel suo periodo d'oro il forte era conosciuto come "La Gibilterra delle Indie Occidentali", a causa della sua imponente altezza ed apparente invulnerabilità. Nel 1782 i francesi, sotto il comando dell'ammiraglio François Joseph Paul de Grasse, portarono un assedio al forte.
Durante l'assedio la vicina isola di Nevis si arrese, e le armi provenienti da Fort Charles e da altri fortini minori vennero portate a St. Kitts per poterle utilizzare contro Brimstone Hill. L'ammiraglio inglese Hood non riuscì a cacciare de Grasse, e dopo un mese di assedio i britannici, in numero decisamente inferiore, si arresero.
L'anno successivo il Trattato di Parigi (1783) restituì St. Kitts e Brimstone Hill al governo britannico, insieme all vicina isola di Nevis. Dopo questi eventi gli inglesi portarono avanti un programma per potenziare le fortificazioni, in modo da rendere Brimstone Hill inattaccabile.
Il fortino venne abbandonato dagli inglesi nel corso del XIX secolo, e gradualmente le strutture si diroccarono a causa dei processi naturali e di alcuni vandalismi. La ristrutturazione delle rovine iniziò nei primi anni del 1900, e nel 1987 Brimstone Hill venne ufficialmente dichiarata Parco nazionale.